# Live (Michel Petrucciani)
| Recensione | Giudizio |
| ---------- | -------- |
| AllMusic   | [ 1 ]    |

Live è un album del pianista francese Michel Petrucciani pubblicato nel 1994 dalla casa discografica Blue Note.

## Il disco
Il disco contiene tutti brani composti da Petrucciani, tranne l'ultimo che era stato un successo dell'italiano Bruno Martino.
In questo album, registrato a Metz in Francia verso la fine del 1991 ma pubblicato nel 1994, Petrucciani si esibisce in un quintetto, che oltre ai classici strumenti della sessione ritmica, il basso elettrico suonato da Steve Logan, con utilizzo dell'octaver su alcuni brani come "Black Magic" e "Miles Davis Licks", e la batteria suonata da Victor Jones, vede all'opera un secondo percussionista Abdou M'Boop, ma soprattutto Adam Holzman alle tastiere elettroniche. Non è l'unico caso in cui Petrucciani si fa affiancare da questo tipo di strumento: si ricordi al proposito il disco Conference de Press eseguito in duo con il tastierista Eddie Louiss.  Ciò consente a Petrucciani in primo luogo di dare un'atmosfera quasi orchestrale all'esecuzione, ma anche di poter uscire dagli schemi classici del trio pianistico e dall'impostazione alla Bill Evans, comunque tanto cara al pianista francese, potendo così spaziare nelle sue inconfondibili improvvisazioni.
Nell'album spiccano in particolare i brani Miles Davis Licks, Rachid e Thank You Note, tutti composti dallo stesso Petrucciani, oltre alla personale interpretazione di Estate di Bruno Martino, considerata uno standard nel mondo jazzistico.

## Tracce
Tutti I brani sono stati scritti da Michel Petrucciani, tranne dove indicato.

### CD
1. Black Magic – 8:38
2. Miles Davis Licks' – 7:04
3. Contradictions – 4:20
4. Bite – 9:28
5. Rachid – 6:13
6. Looking Up – 8:04
7. Thank You Note – 5:38
8. Estate – 9:25 (Bruno Martino)

## Formazione
- Michel Petrucciani - pianoforte
- Adam Holzman – tastiere elettroniche
- Steve Logan – basso elettrico
- Victor Jones – batteria
- Abdou M’Boop – percussioni

Note aggiuntive
- Michel Petrucciani e Gilles Avinzac - produttori
- Eric Kressman - produttore esecutivo
- Registrato dal vivo nel novembre del 1991 al The Arsenal di Metz (Francia)
- Mastering effettuato al Foothill Digital Productions di New York City, New York (Stati Uniti)
- Allan Tucker - ingegnere mastering
- Patrick Roques - design copertina CD[2]